# CryoSat-2
CryoSat-2 är en europeisk (ESA) forskningssatellit som med hjälp av radar mäter förändringar i polarisarnas tjocklek. 
Den första CryoSat-satelliten gick förlorad vid uppskjutningen 2005, och ersattes skyndsamt av CryoSat-2, som konstruerades av EADS Astrium, och sköts upp den 8 april 2010.
Med en upplösning på 13 mm mäter satelliten isens tjocklek, vilket ger värdefulla data för bland andra klimatforskare.